# Друга сілезька війна
Друга сілезька війна 1744—1745 років — другий з трьох значних збройних конфліктів у Центральній Європі, що відбувались у межах так званих Сілезьких війн, в яких зіштовхнулись інтереси німецькомовних держав Пруссії та Австрії. Керували тими двома державами відповідно Фрідріх II Прусський і Марія-Терезія Австрійська.
1743 року Пруссія уклала союз з Іспанією, а також з Баварією, Швецією, Гессен-Касселем і Курпфальцом (так звана «Франкфуртська ліга»), оголошеною метою якого було відновлення і захист територій імператора Карла Альбрехта, включаючи Богемію. Параллельно було укладено договір з Францією, відповідно до якого Франція зобов'язалась підтримати «Лігу» й напасти на Австрійські Нідерланди. Проти Австрії, таким чином, окрім «Франкфуртської Ліги» виступали й Франція з Іспанією.
Австрія вже під час війни зміцнила свої дипломатичні позиції Варшавським договором, який установив новий «Четверний союз» між Австрією, Великою Британією–Ганновером, Саксонією та Голландською республікою, спрямований на протидію «Франкфуртській Лізі» та відновлення традиційних кордонів Габсбурзької монархії. За умовами договору курфюрст Саксонії Фрідріх Август II виставляв 30 000 солдат в обмін на грошові субсидії від «морських держав» — британців і голландців. На боці Австрії виступила також Сардинія.
Війна знову завершилась перемогою Пруссії. Австрія була змушена остаточно полишити сподівання на повернення Сілезії.

## Початок війни
Фрідріх II вдерся до австрійської Богемії під приводом підтримки влади імператора Карла VII, скориставшись при цьому віддаленістю австрійської армії, що на той момент переправлялась через Рейн дорогою до Фландрії. 11 вересня 1744 року Прагу взяли в облогу, а 16 вересня захопили.

## Хронологія
- 22 травня 1744 року — оформлено анти-австрійську «Франкфуртську лігу».
- 5 червня 1744 — укладено договір з Францією про підтримку «Франкфуртської ліги».
- 8 січня 1745 — укладено Варшавський договір.
- 4 червня 1745 — Битва при Гогенфрідберзі, поразка австрійців.
- 15 вересня 1745 — Битва при Казале (Італія), поразка Сардинії (союзника Австрії) від французько-іспанської коаліції, що зблизилась із Пруссією.
- 30 вересня 1745 — Битва при Сооре, перемога Пруссії.
- 15 грудня 1745 — Битва під Кессельсдорфом, перемога Пруссії.
- 25 грудня 1745 — у Дрездені Пруссія й Австрія, а також Пруссія та Саксонія уклали так званий Дрезденський мир. Підтверджено статті Бреславльського договору 1742 року, за яким Фрідріх визнавав чоловіка Марії-Терезії, Франца I, імператором римським.